# Movimiento lento
El movimiento slow, o movimiento lento (Slow Movement), es una corriente cultural que promueve calmar el ritmo de vida de las personas. Propone tomar el control del tiempo en vez de someterse a su tiranía, dando prioridad a las actividades que redundan en el desarrollo de las personas, encontrando un equilibrio entre la utilización de la tecnología orientada al ahorro del tiempo y el tomarse el tiempo necesario para disfrutar de actividades como pasear o socializar. Los exponentes de este movimiento creen que, aunque la tecnología puede acelerar el trabajo, así como la producción y distribución de comida y otras actividades humanas, las cosas más importantes de la vida no deberían acelerarse. 
El movimiento slow comenzó cuando, en protesta por la apertura de una tienda de McDonald's en la Piazza di Spagna (Roma), en 1986, se creó la organización Slow Food. Posteriormente se expandió el concepto a otras áreas de la actividad humana.

## Filosofía Slow
Todavía recientemente en occidente era costumbre tomarse un día de descanso porque todas las tiendas estaban cerradas los domingos. Sin embargo, la actual tendencia a trabajar las 24 horas del día, presente en muchas partes del mundo, ha perturbado esa tradición. En la actualidad, dado que las personas pueden hacer cualquier cosa en cada momento, algunos piensan que deben hacer cosas a todas horas. El movimiento Slow reacciona contra ello mediante la exaltación de los valores de disfrutar y saborear la vida.
En contra de algunas tendencias asociadas al término despacio, los partidarios del movimiento Slow animan a la actividad, más que a la pasividad. El enfoque de este movimiento, por lo tanto, está en ser selectivos en la actuación, y en ser plenamente conscientes de cómo invertimos nuestro tiempo.

## El movimiento Slow
El Movimiento Slow no está organizado ni controlado por una organización como tal. Una característica importante del movimiento Slow es que se propone y su inercia se mantiene por individuos que constituyen la comunidad global Slow, comunidad que tiende a expandirse. Aunque ha existido bajo diversas formas y manifestaciones desde la Revolución industrial, su popularidad ha crecido considerablemente desde que se estableció en Europa Slow Food y Cittaslow, al tiempo que otras iniciativas Slow se extendían por Australia y Japón.

### Slow Food
En contra de la cultura del Fast Food, el movimiento conocido como Slow Food promueve el disfrute de los productos regionales y las comidas tradicionales, cuyos ingredientes en muchas ocasiones se cultivan de forma respetuosa con el medio ambiente. Promueve también disfrutar de esas comidas en compañía de otros. Al mismo tiempo, trata de defender la diversidad de los cultivos y las materias primas.
El movimiento reúne a más de 80.000 miembros en 50 países, que están organizados en 800 Convivia o grupos locales. Algunas veces actúan bajo el logotipo de un caracol, y su filosofía es preservar y apoyar modos de vida tradicionales. En la actualidad, 42 estados de los Estados Unidos de América tienen su propio convivium. En 2004 se reunieron en Turín representantes de comunidades de comida Slow de más de 150 países, bajo el paraguas de la red Terra Madre.

#### Cambio climático y seguridad alimentaria
Esta es una de las motivaciones de más calado por las que lucha el movimiento Slow Food, el futuro de la alimentación. Según las conclusiones de numerosos trabajos de los miembros de la Comisión Internacional para el Futuro de la Alimentación y la Agricultura se establecen 9 principios para la seguridad alimentaria en tiempos de cambio climático:[cita requerida]
1. La agricultura industrial globalizada contribuye al cambio climático y a la vez es vulnerable al mismo. La agricultura industrializada,basada en la química, los combustibles fósiles, los sistemas de alimentación globalizados, cuyos productos se transportan a larga distancia con gran consumo energético, tiene un impacto negativo sobre el clima. Hoy en día, la agricultura industrializada es responsable de por lo menos un cuarto de las emisiones de gases de efecto invernadero. El sistema dominante, tal como lo promueve el actual paradigma económico, ha acelerado la inestabilidad climática y aumentado la inseguridad alimentaria. Ese sistema acrecienta también la vulnerabilidad porque se basa en la uniformidad, los monocultivos, los sistemas de distribución centralizados y la dependencia de grandes aportes de energía y de agua.
2. La agricultura ecológica y biológica contribuye a mitigar el cambio climático a la vez que favorece la adaptación al mismo. La agricultura es la única actividad humana basada en la fotosíntesis con la potencialidad de ser completamente renovable. La agricultura ecológica y biológica mitiga el cambio climático reduciendo las emisiones de gases de efecto invernadero y mejorando la capacidad de atrapar carbono de las plantas y el suelo. La multifuncionalidad y biodiversidad en agricultura, los sistemas alimentarios localizados y diversificados son esenciales para garantizar la seguridad alimentaria en una era de cambio climático. Una rápida transición global hacia estos sistemas es un imperativo tanto para mitigar el cambio climático como para garantizar la seguridad alimentaria
3. La transición hacia sistemas alimentarios locales y sostenibles redunda en beneficio del medio ambiente y la salud pública. La globalización económica ha llevado a una transición alimentaria, abandonando las dietas locales, diversificadas y estacionales por alimentos sintéticos elaborados industrialmente, que están induciendo nuevas patologías relacionadas con la alimentación y causando un empeoramiento de la salud. Las políticas económicas de la globalización aumentan el impacto sobre el medio ambiente a través del consumo intensivo de recursos y energía. La localización, diversificación y estacionalidad son importantes para mejorar el bienestar, la salud y la nutrición. Una transición a nivel mundial hacia sistemas locales disminuirá los kilómetros recorridos por los alimentos, acortando la cadena de transporte y reduciendo la “carga energética” de la comida en cuanto a embalajes, refrigeración, almacenamiento y transformación.
4. La biodiversidad reduce la vulnerabilidad y aumenta la resiliencia. La biodiversidad es el fundamento de la seguridad alimentaria y constituye la base de la agricultura ecológica y biológica, dado que ofrece alternativas a los combustibles fósiles y al uso de productos químicos. Además, aumenta la resiliencia al cambio climático, restituyendo más carbono al terreno, mejorando la capacidad de éste para resistir a sequías, inundaciones y erosión. La biodiversidad es la única forma de seguro natural para la evolución futura y la adaptación de la sociedad. Aumentar la diversidad genética y cultural de los sistemas alimentarios y mantener la biodiversidad de los bienes comunes son estrategias esenciales para responder a los retos del cambio climático.
5. Semillas modificadas genéticamente y especies transgénicas: una falsa solución y una peligrosa distracción. Los cultivos genéticamente modificados son una falsa solución y una peligrosa distracción con respecto a nuestra obligación de mitigar el cambio climático, pues van en sentido contrario al suministro de energía y comida sostenibles y la conservación de los recursos. Los alimentos, las fibras y los combustibles genéticamente modificados agravan todos los defectos de los monocultivos industriales: más uniformidad genética significa menor resiliencia a los estrés bióticos y abióticos, más necesidad de agua y de pesticidas. Esos cultivos fueron desarrollados siguiendo un paradigma genético determinista, obsoleto y desacreditado y, por tanto, comportan nuevos riesgos para la salud y el medio ambiente. Además, producen patentes monopolícas que no solo perjudican los derechos de los agricultores, impiden también que la investigación sobre la biodiversidad se concentre en la adaptación al cambio climático.
6. Biocombustibles industriales: una falsa solución y una nueva amenaza para la seguridad alimentaria. La alimentación es la necesidad humana fundamental y la agricultura sostenible tiene que fundarse en políticas que pongan a la alimentación en primer lugar. Los agrocarburantes (o biocombustibles) industriales no son sostenibles y difunden subrepticiamente los OGM. El cultivo de agrocarburantes está agravando el problema del cambio climático a través de la destrucción de las selvas húmedas para reemplazarlas con plantaciones de soja, palma aceitera y caña de azúcar. Como consecuencia de esto, comunidades indígenas y rurales están padeciendo un despojo sin precedentes de sus tierras. Los biocombustibles industriales reciben subsidios perversos concedidos a una agricultura no sostenible, y esto constituye una amenaza a los derechos alimentarios de miles de millones de personas. Para empeorar la situación, los precios de los alimentos están aumentando, porque se está dejando de cultivar plantas para alimentación en favor de cultivos que producen biocarburantes. Se estima que el precio de los productos alimenticios seguirá aumentando hasta llegar a niveles récord por lo menos hasta el año 2010, provocando una “nueva hambruna” en todo el mundo y anarquía en las calles de los países más pobres. Las políticas energéticas sostenibles requieren una asociación entre descentralización y reducción generalizada del consumo energético, manteniendo al mismo tiempo la seguridad alimentaria como objetivo prioritario de los sistemas agrarios y alimentarios.
7. La conservación del agua es fundamental para la agricultura sostenible. La agricultura industrializada implica un uso intensivo de agua y aumenta la contaminación hídrica, reduciendo al mismo tiempo la disponibilidad de agua dulce. Como consecuencia de los cambios climáticos, en vastas áreas del mundo aumentarán la sequía y la escasez de agua. Reducir el empleo intensivo de agua en la agricultura representa una estrategia esencial de adaptación. La agricultura ecológica y biológica no necesita irrigación intensiva y a la vez aumenta la capacidad del suelo de retener el agua y de mejorar su calidad.
8. Transición de conocimientos para la adaptación al clima. El cambio climático es el examen final para nuestra inteligencia colectiva en cuanto humanidad. La agricultura industrializada ha destruido aspectos esenciales del conocimiento de ecosistemas locales y tecnologías agrarias, necesarios para la transición hacia un sistema de alimentación postindustrial sin combustibles fósiles. La diversidad de cultivos y conocimientos necesarios para adaptarse al cambio climático se han de reconocer e incentivar a través de políticas públicas e inversiones. Una nueva alianza entre ciencia y saber tradicional fortalecerá los conocimientos y aumentará nuestra capacidad de respuesta.
9. Transición económica hacia un futuro alimentario justo y sostenible. El orden económico y comercial actual ha jugado un rol fundamental en la creación de incentivos perversos que aumentan las emisiones de dióxido de carbono y aceleran el cambio climático. El paradigma de crecimiento basado en el consumo ilimitado y en falsos indicadores económicos como el producto nacional bruto, está empujando a los países y las comunidades hacia condiciones de vulnerabilidad e inestabilidad cada vez más graves. Las reglas comerciales y los sistemas económicos deberían apoyar el principio de subsidiariedad, en beneficio de las economías y los sistemas alimenticios locales, reduciendo las emisiones de carbono y al mismo tiempo aumentando la participación democrática y mejorando la calidad de la vida.

### Slow Fashion
El término Slow Fashion fue acuñado por Kate Fletcher en el 2007 (Centre for Sustainable Fashion, UK). Slow Fashion no es una tendencia de temporada que viene y va como animal print, sino un movimiento de moda sostenible que está ganando impulso.
La industria de la moda es actualmente la segunda más contaminante del planeta.
El movimiento de moda lenta se basa en los mismos principios que el movimiento de comida lenta (Slow Food Movement), como la alternativa a la ropa producida en masa (tcc, Fast-Fashion). Inicialmente, el movimiento de moda lenta procuró rechazar toda la ropa producida masivamente, refiriéndose sólo a ropa hecha a mano, pero se ha extendido para incluir muchas interpretaciones y es practicado en varias maneras.[cita requerida]
Algunos ejemplos de prácticas de moda lenta incluyen:
- Oponerse y boicotear la moda producida masivamente (tcc Fast fashion o McFashion)
- Elegir productos artesanales para apoyar a los negocios pequeños, el comercio justo y las prendas hechas localmente.
- Comprar ropa de segunda o vintage y donar la ropa que ya no se quiere.
- Elegir ropa hecha con telas producidas sostenible y éticamente o recicladas.
- Elegir prendas de calidad que durarán más tiempo, trascienden las tendencias (un estilo “clásico”), y son reparables.
- Hacer la propia ropa – hacer, reparar, personalizar, alterar, y alargar el ciclo de la ropa propia –.
- Bajar el consumo de ropa: comprar menos prendas y con menor frecuencia.

El movimiento Slow Fashion es una representación unificada de todos los movimientos de moda sostenible, eco, verde, y ético. Promueve la educación acerca de la conexión e impacto de la industria de la ropa en el ambiente y el agotamiento de los recursos,  busca desacelerar la cadena de suministros para reducir el número de tendencias y temporadas, promover la producción de calidad y devolver un mayor valor a las prendas que remueva la imagen de desechable que tiene la moda. Una frase crucial oída repetidamente en referencia a la moda lenta es “calidad sobre cantidad”. La frase es usada para resumir los principios básicos del desaceleramiento de la tasa de consumo de ropa por medio de la elección de prendas que duren más.

### Cittaslow
Los objetivos del movimiento Cittaslow (Ciudad lenta) son resistir a la homogeneización y globalización en el entorno urbano, potenciando la felicidad y la auto-determinación.
El movimiento Slow aconseja algunos modos de calmar el ajetreo cotidiano[cita requerida]:
- Conseguir un hobby o pasatiempo tranquilo, como la lectura, escritura, hacer punto (tejer), la pintura o la jardinería[cita requerida].
- Mirar poco o nada el reloj; los fines de semana, procurar levantarse de la cama respetando los ritmos naturales del sueño, en lugar de ponerse la alarma (el despertador), así como no llevar el reloj encima[cita requerida].
- Hacer la compra en un mercado de productos frescos (preferentemente local y con puestos de los propios agricultores)«Slow fashion»..
- Preparar una comida para poder sentarse con tranquilidad, y saborearla sin tener encendido el televisor, o leyendo algo que genere sosiego. Disfrutar de la conversación, si se come con otras personas, o de la paz que puede dar el comer solo[cita requerida].
- En vacaciones, procurar bajar el ritmo; no intentar llegar a todo lo que nos gustaría ver y visitar. Viajar a ciudades con restaurantes de comida local donde se pueda comer con tranquilidad[cita requerida].
- Limitar la lista de cosas pendientes; tomarse el tiempo necesario para las personas y actividades con las que se disfruta[cita requerida].